# Valvulotomia
|  | Denne artikel er oprettet af botten PalnaBot ud fra en ekstern database. Den kan derfor have sproglige fejl eller mangler. Denne skabelon kan fjernes efter kontrol af indholdet. |

Valvulotomia er en medicinsk film instrueret af Poul Hjertholm efter manuskript af Erik Husfeldt.

## Handling
Professor Erik Husfeldt, Rigshospitalet, København, viser sin metode til udførelse af valvulotomia ved congenit pulmonalstenose. Operation af 15-årig dreng lidende af medføldt pulmonalstenose.